# Бригады Абдуллы Аззама
Бригады Абдуллы Аззама (араб. كتائب عبد الله عزام‎) — суннитская исламистская военизированная группировка, связанная с Аль-Каидой и движением глобального джихада. Её основал в 2009 году гражданин Саудовской Аравии Сахель эль-Кэрави. Группировка имеет связи в различных странах, в том числе в Египте, Ираке, Сирии, Иордании, секторе Газа, Ливане и др.
Она названа в честь Абдуллы Аззама, палестинца родом из Иордании и известного исламского проповедника, который был одним из первых арабов, добровольно присоединившихся к джихаду против СССР в Афганистане.
После серьёзных травм, полученных Кэрави в результате атаки БПЛА в Пакистане, и его предполагаемого ареста властями Саудовской Аравии, руководство группировкой было возложено в июне 2012 года на Маджида бин Мухаммада аль-Маджида.
Внесена в список иностранных террористических организаций государственным департаментом США в 2012 году.

#### Известные акции
- 19 ноября 2013 года произошёл двойной теракт[англ.] около иранского посольства в Ливане, в результате которого было убито 23 и ранено 160 человек. Хотя первоначально правительство Ирана обвинило в организации теракта «сионистов и их наёмников»[3], час спустя Бригады Абдуллы Аззама  взяли на себя ответственность за него[4]. Группировка связала свой теракт с поддержкой Ираном правительства Башара Асада в сирийской гражданской войне и заявила, что атаки на иранские объекты будут продолжаться, «пока Иран не выведет свои войска из Сирии»[5].
- 19 февраля 2014 года группировка взяла на себя ответственность за подрыв заминированного авто около иранского культурного центра в южном пригороде Бейрута, в результате которого было убито 6 и ранено 129 человек[6].
- В июле 2014 года группировка разместила видео, на котором заснят запуск ею ракет в сторону Израиля со стороны сектора Газа[1].

## Другие группы
Вплоть до фактического становления бригад в 2009 году, другие террористические организации, не связанные с «оригинальными» бригадами использовали это наименование для «удобства» при совершении своих террористических актов:
- 7 октября 2004 года в Египте на Синайском полуострове произошли три последовательных теракта[англ.], в результате которых убито 64 и ранен 171 человек.
- 23 июля 2005 года теракт[англ.] в египетском курортном городе Шарм-эш-Шейх унес жизни 88 человек. Связанная с Аль-Каидой группировка взяла на себя ответственность за взрыв[7].
- В августе 2005 года некие связанные с Аль-Каидой Бригады Абдуллы Аззама взяли на себя ответственность за ракетную атаку в Иордании, в результате которой был убит один иорданский солдат[8]
- 2010 году группировка, именующая себя аналогичным образом, взяла на себя ответственность за неудачную попытку подрыва японского танкера в Ормузском проливе[9]

Известно также о террористической активности группировки с аналогичным названием на территории Пакистана.